# Loi contre la manipulation de l'information
Lire en ligne

Sur Légifrance

La loi contre la manipulation de l'information, couramment appelée « loi infox » ou « loi fake news », est une loi française qui vise à lutter contre les diverses formes de diffusion intentionnelle d'infox. Elle est adoptée par le Parlement le 20 novembre 2018 et promulguée le 22 décembre.

## Contexte
L'article 4 de la loi sur la presse du 27 juillet 1849, adoptée par l'Assemblée nationale législative de la Seconde République, établissait déjà que « la publication ou reproduction, faite de mauvaise foi, de nouvelles fausses, de pièces fabriquées, falsifiées ou mensongèrement attribuées à des tiers, lorsque ces nouvelles ou pièces seront de nature à troubler la paix publique, sera punie d'un à deux ans d'emprisonnement, et d'une amende de cinquante francs à mille francs »,.
La loi du 29 juillet 1881 sur la liberté de la presse reprend cette disposition dans son article 27 qui prévoit une infraction pénale susceptible d'être punie d'une amende de 45 000 euros pour la « publication, la diffusion ou la reproduction, par quelque moyen que ce soit, de fausses nouvelles, de pièces fabriquées, falsifiées ou mensongèrement attribuées à des tiers lorsque, faite de mauvaise foi, elle aura troublé l’ordre public ou aura été susceptible de le troubler ». L'amende peut être portée jusqu'à 135 000 euros lorsque les publications litigieuses sont « de nature à ébranler la discipline ou le moral des armées ou à entraver l'effort de guerre de la Nation ».
L'article L97 du Code électoral permet aussi de poursuivre quelqu'un pour diffusion de fausses nouvelles : « Ceux qui, à l'aide de fausses nouvelles, bruits calomnieux ou autres manœuvres frauduleuses, auront surpris ou détourné des suffrages, déterminé un ou plusieurs électeurs à s'abstenir de voter, seront punis d'un emprisonnement d'un an et d'une amende de 15 000 euros ».
Ces textes demeurent difficiles à appliquer car il faut prouver la mauvaise foi et le trouble possible à l'ordre public. Depuis 2010 il y a eu trois condamnations pour fausses nouvelles.
Selon Formiche.net repris par Le Point, une équipe de trois avocats supervisée par Jean Ennochi, avocat en droit audiovisuel, a été mise en place dès mars 2016 afin de riposter « juridiquement » aux attaques ainsi qu'à d'éventuels propos diffamatoires et atteintes à la vie privée dont Emmanuel Macron est victime sur le Web. Après son élection, lors de ses vœux à la presse le 3 janvier 2018, le chef de l'État annonce un futur texte pour lutter contre la diffusion des fausses informations sur Internet en période électorale. Cela s'inscrit dans un contexte marqué par les soupçons d'une ingérence de la Russie dans les élections américaines de 2016 et durant la campagne présidentielle, Emmanuel Macron a été victime de nombreuses fausses informations,.
Outre la France, l'Allemagne (Netzwerkdurchsetzungsgesetz en 2017) et Singapour (Protection from Online Falsehoods and Manipulation Act (en) en 2019) se sont dotés de lois similaires.

## Principales mesures de la loi
Cette loi complète l'arsenal législatif existant et s'attaque à la diffusion extrêmement rapide des fausses nouvelles sur Internet. La loi s'applique aux plateformes ayant plus de 5 millions de visiteurs uniques par mois ou touchant 100 euros hors taxe par campagne publicitaire, pour chaque publication contenant une information liée à un débat d'intérêt général.

### Action judiciaire en référé lors d'un scrutin national
Pendant les trois mois précédant un scrutin national (élection présidentielle, élection législative, élection sénatoriale, élections du Parlement européen et référendum), une action judiciaire en référé est possible pour interrompre rapidement la diffusion d'une publication en fonction des critères suivants :
- la fausse nouvelle doit être manifeste,
- être diffusée massivement et de manière artificielle,
- conduire à troubler la paix publique ou la sincérité d'un scrutin[11].

Le juge des référés a alors 48 heures pour statuer sur la nature de l'information et ordonner éventuellement sa dépublication.
Afin de garantir la liberté constitutionnelle d'expression et de communication, le Conseil constitutionnel a rappelé que la procédure de référé ne peut viser que des allégations ou imputations inexactes ou trompeuses d'un fait de nature à altérer la sincérité du scrutin à venir. Ces allégations ou imputations ne doivent comprendre ni les opinions, ni les parodies, ni les inexactitudes partielles ou les simples exagérations. Elles sont celles dont il est possible de démontrer la fausseté de manière objective. Enfin le Conseil constitutionnel souligne que le caractère inexact ou trompeur des allégations doit être manifeste tout comme le risque d'altération de la sincérité du scrutin.

### Devoir de coopération des plateformes

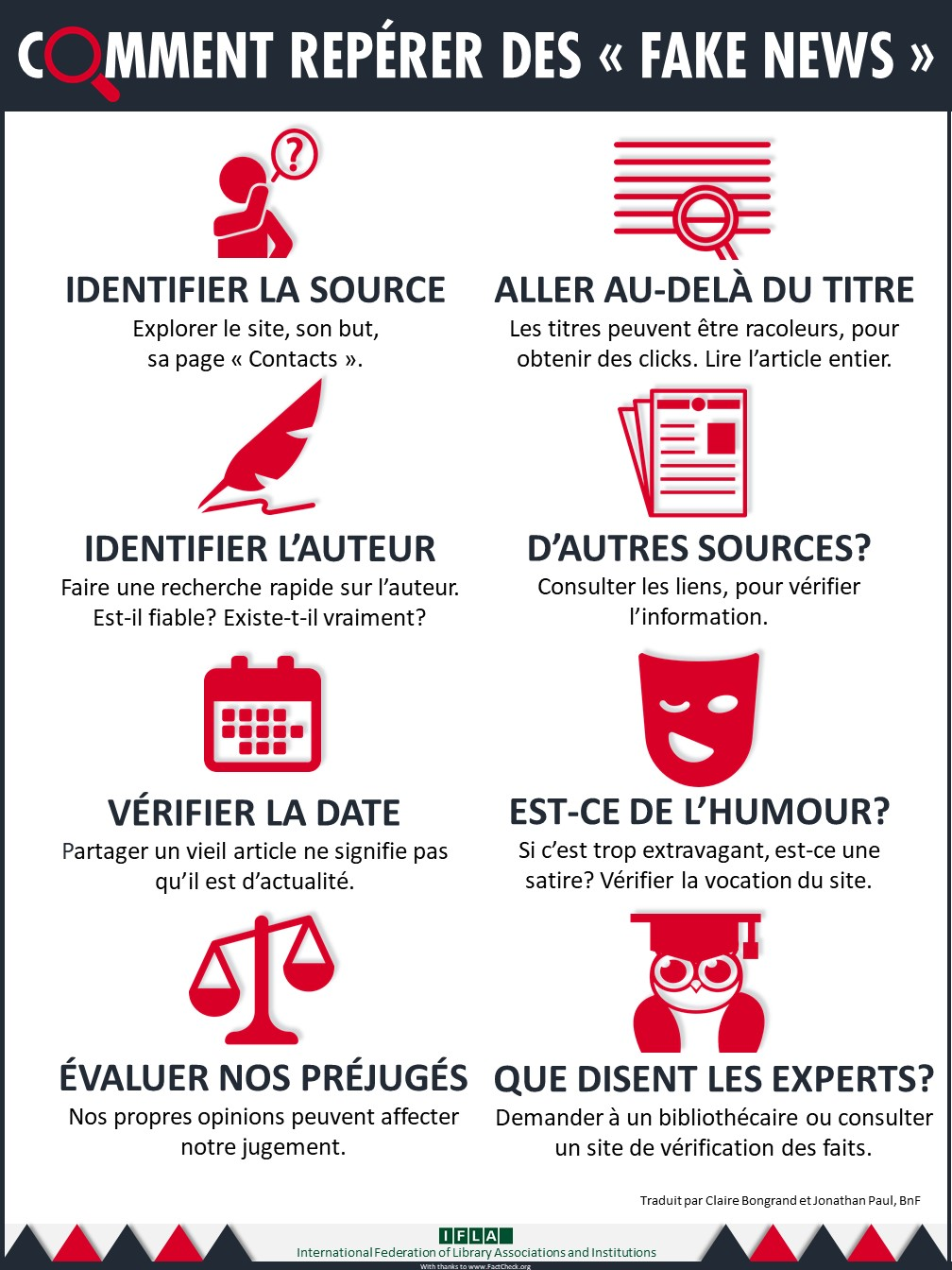
Exemple de campagne d'éducation aux médias et à l'information réalisée par la Fédération internationale des associations et institutions de bibliothèques (IFLA).

En dehors des périodes électorales, la loi crée un devoir de coopération des plateformes qui doivent mettre en œuvre des mesures en vue de lutter contre la diffusion de fausses informations susceptibles de troubler l'ordre public. Elles doivent mettre en place un dispositif facilement accessible et visible permettant aux internautes de signaler de fausses informations. Les opérateurs de plateformes doivent également mettre en œuvre des mesures complémentaires pouvant notamment porter sur :
- La transparence de leurs algorithmes ;
- La promotion des contenus issus d'entreprises et d'agences de presse et de services de communication audiovisuelle ;
- La lutte contre les comptes propageant massivement de fausses informations ;
- L'information des utilisateurs sur l'identité de la personne physique ou la raison sociale, le siège social et l'objet social des personnes morales leur versant des rémunérations en contrepartie de la promotion de contenus d'information se rattachant à un débat d'intérêt général ;
- L'information des utilisateurs sur la nature, l'origine et les modalités de diffusion des contenus ;
- L'éducation aux médias et à l'information.

Les plateformes doivent également désigner un représentant légal en France exerçant les fonctions d'interlocuteur référent. Cette obligation fut un temps envisagée dans le cadre de l'examen de la Loi pour une République numérique en 2016, mais le gouvernement de Manuel Valls préféra sécuriser juridiquement le texte en supprimant cette disposition face au risque d'incompatibilité avec le droit de l'Union européenne.

### Nouveaux pouvoirs conférés au Conseil supérieur de l'audiovisuel
Le Conseil supérieur de l'audiovisuel se voit confier la supervision de l'application de la loi et le pouvoir de suspendre la diffusion en France d'une chaîne de télévision contrôlée par un État étranger ou sous l'influence d'une puissance étrangère qui diffuserait de façon délibérée des fausses informations.

## Parcours législatif

### Assemblée nationale
Le texte très contesté a été élaboré par le ministère de la Culture et défendu par la députée du Val-d'Oise et avocate au barreau de Paris spécialisée dans le droit de la presse, Naïma Moutchou, nommée rapporteure pour la commission des Lois, et le député du Bas-Rhin, Bruno Studer, président de la commission des Affaires culturelles et de l'éducation, nommé rapporteur pour avis. La proposition de loi organique est déposée à l'Assemblée nationale le 16 mars 2018 et la proposition de loi ordinaire le 21 mars 2018 par Richard Ferrand et plusieurs de ses collègues de la majorité présidentielle.
Le 3 juillet 2018, l'Assemblée nationale française adopte deux propositions de loi — une loi organique visant l'élection présidentielle et une loi ordinaire pour les autres scrutins : la loi organique est approuvée par 54 voix contre 21 et la loi ordinaire par 52 voix contre 22,
Constance Le Grip (LR) juge ces textes « au mieux inapplicables et donc inutiles, au pire dangereux ». Hervé Saulignac (PS), estime que la traduction d'une commande du président de la République a débouché sur un « texte plus inopérant que dangereux ». Jean-Luc Mélenchon (LFI) évoque « une loi de circonstance faite pour interdire Russia Today et Sputnik », alors que « des lois existent pour réprimer les fausses nouvelles ».

### Rejet du texte par le Sénat
Le Sénat est appelé à examiner le projet dans le cadre de la procédure législative habituelle. Après examen en commissions des lois et de la culture, le Sénat vote en faveur de motions « tendant à opposer la question préalable » et rejette les propositions le 26 juillet (288 voix contre 31 pour la proposition de loi ordinaire, 287 voix contre 31 pour celle organique).
Le rapporteur Christophe-André Frassa se demande « pourquoi légiférer, alors qu'il n'y a pas eu d'évaluation préalable des dispositifs existants ? L'article L. 97 du code électoral réprime déjà la diffusion d'informations diffamatoires. Pourquoi légiférer, alors que la loi du 29 juillet 1881, dans son article 27, réprime la diffusion de nouvelles fausses ou mensongères ? ».

### Échec de la commission mixte paritaire
La commission mixte paritaire, réunie le 26 septembre, n'est pas parvenue à un accord tant les désaccords sont importants entre les textes adoptés par les députés et les sénateurs.

### Texte adopté en seconde lecture
Le 9 octobre, l'Assemblée nationale adopte de nouveau les textes, en seconde lecture, en reprenant pour l'essentiel la version adoptée en première lecture. Le Sénat rejette le texte le 6 novembre en adoptant à 288 voix pour contre 31 la motion tendant à opposer une question préalable,.
L'Assemblée Nationale rétablit le texte et l'adopte en lecture définitive le 20 novembre 2018.

### Le Conseil constitutionnel émet plusieurs réserves d'interprétations
Le 21 novembre, le Conseil constitutionnel est saisi par 140 sénateurs Les Républicains et de l’Union centriste. Le Conseil constitutionnel valide la loi dans sa décision du 20 décembre 2018, tout en émettant plusieurs réserves d'interprétation,.
La loi est promulguée le 22 décembre et publiée au Journal officiel du 23 décembre 2018.

### Décrets d'application
Le décret no 2019-53 du 30 janvier 2019 désigne le tribunal de grande instance de Paris compétent. Le décret no 2019-297 du 11 avril 2019 précisant les seuils à partir desquels se déclenchent les obligations de transparence pour les plateformes en ligne est publié le 11 avril 2019,. Il prévoit également que tout opérateur de plateforme en ligne qui assure la promotion de contenus d’information « se rattachant à un débat d’intérêt général », dès lors que l'activité de la plateforme dépasse le seuil de cinq millions de visiteurs uniques par mois sur le territoire français.

## Critiques
Le texte fait l'objet de nombreuses critiques dont principalement la question du respect des libertés fondamentales. Les autres griefs sont : définition des fausses nouvelles trop floue, délais trop courts pour que le juge vérifie l'information, risque de censure excessive de la part des plateformes, pouvoir du CSA menaçant la liberté de la presse.

### Définition juridique
Bien que les opinions, parodies, inexactitudes partielles, simples exagérations, ne soient pas incluses dans le champ d’application de la loi, la définition juridique d’une « fausse information »  est jugé trop vague juridiquement pour être appliqué qui selon l’universitaire Philippe Mouron, « devrait normalement être la plus précise possible » ». Il interprète également cette loi en créant une définition des fausses informations « intermédiaires » entre celles visées par l’article 27 de la loi de 1881 et celles de l’article L 97 du Code électoral, c’est-à-dire qui sont seulement susceptibles d’influencer le cours d’une élection sans forcément constituer une menace pour l’ordre public ».

### Délai de 48 heures
Le délai de 48 h imposé au juge des référés suivant la saisine sur la véracité de l’information est jugé trop court pour caractériser le contenu manifestement faux d’une information. De plus, la diffusion rapide (ou viralité) des contenus  interroge sur  l’absence d’efficacité des mesures de retrait d’informations sur Internet imposées à la société Google dans le cadre du droit à l’oubli,.

### Textes existants
Son utilité est remise en cause alors que la diffusion de fausses informations est déjà sanctionnée par plusieurs textes. Le droit français prévoit les dispositions suivantes dont principalement la Loi du 29 juillet 1881 sur la liberté de la presse contiennent des dispositions permettant de réprimer des propos sciemment erronés, diffamatoires, injurieux ou provocants. Les articles L. 97 et L. 52-1 du Code électoral visent à garantir le bon déroulement des campagnes électorales en luttant contre la diffusion de fausses nouvelles et contre la publicité commerciale à des fins de propagande électorale.
De même, le Code pénal bénéficie d’un arsenal judiciaire complet qui permet de sanctionner l’élaboration et la diffusion de "fake news" de la réalisation de faux montages (article 226-8 du Code pénal) jusqu’à l’usurpation d’identité sur les réseaux sociaux (article 226-4-1 du Code pénal) en passant par la dénonciation calomnieuse (article 226-10 du Code pénal) et par la divulgation de fausses informations faisant croire à un sinistre (article 322-14 du Code pénal).
Selon le sénateur communiste Pierre Ouzoulias et la sénatrice Nathalie Goulet s’accordent en déclarant qu’il aurait mieux valu actualiser la loi sur la liberté de 1881 plutôt que d’en créer une nouvelle.
De nombreuses organisations se sont opposées au texte : Reporters sans frontières, Syndicat national des journalistes, Syndicat de la presse indépendante d'information en ligne (SPIIL), La Quadrature du Net, Syntec Numérique, l’Association des Services Internet Communautaires (ASIC), Tech In France, etc.

## Application

### Élections européennes de 2019
La loi est appliquée pour la première fois lors des élections européennes. Le Tribunal de grande instance de Paris avait prévu un dispositif important en cas d'afflux des demandes : trois lignes de magistrats pour statuer sur les cas et une ligne de permanence était ouverte.
Six mois après sa promulgation, le juge des référés n'a été saisi qu'une seule fois à la demande de deux élus communistes, Marie-Pierre Vieu et Pierre Ouzoulias, afin de « montrer par l’absurde que ce texte sur les fausses nouvelles ne [servait] à rien ». La saisine du TGI de Paris porte sur le tweet du ministre de l'Intérieur Christophe Castaner au sujet d'une prétendue attaque de l'hôpital de la Pitié-Salpêtrière en marge de la manifestation du 1er mai :

« Ici, à la Pitié-Salpêtrière, on a attaqué un hôpital. On a agressé son personnel soignant. Et on a blessé un policier mobilisé pour le protéger. Indéfectible soutien à nos forces de l'ordre : elles sont la fierté de la République. »

Le 17 mai, le tribunal estime qu'il « ressort que si le message rédigé par Monsieur Christophe Castaner apparaît exagéré en ce qu’il évoque le terme d’attaque et de blessures, cette exagération porte sur des faits qui, eux, sont réels, à savoir l’intrusion des manifestants dans l’enceinte » et déboute les plaignants.
Pour Bruno Studer, l'un des deux rapporteurs de la loi, « plusieurs personnes n'ont pas compris l'esprit de cette loi, qui est de s'attaquer à la manipulation de l'information, c’est-à-dire à sa diffusion, et pas à celui ou celle qui produit de la fausse information ».
Le 2 avril 2019, Twitter refuse une campagne du ministère de l'Intérieur incitant à voter aux élections européennes en avançant le risque d'enfreindre la nouvelle loi française et selon la stricte application des conditions générales d’utilisation du service. Le Service d'information du gouvernement conteste cette décision en déclarant que  « c'est une campagne d'incitation à l'inscription au vote, c'est une campagne d'information publique, ce n'est pas une campagne politique ou d'un parti ». La campagne en question nommée "#Ouijevote" présente une vidéo sur fond de musique tragique abordant plusieurs thèmes sous forme de questions : "Immigration : maîtriser ou subir ?", "Climat : agir ou ignorer ?", "Emploi : partenaires ou concurrents ?", "Europe : union ou division ? avec un message concluant "En mai 2019, l'Europe changera. A vous de décider dans quel sens". Après une suspension d'une quinzaine de jours, Twitter autorise finalement la campagne du ministère de l'Intérieur après une réunion entre Bercy représenté par le secrétaire d'État au Numérique Cédric O et les représentants de Twitter France. Twitter annonce une modification de ses conditions générales d’utilisation, afin d’autoriser les publicités encourageant la participation électorale tout en s'accordant que les délais d'inscription sur les listes électorales sont dépassés,.

### Conseil supérieur de l'audiovisuel
Le CSA adopte, au terme d'une consultation publique lancée le 25 avril 2019, une recommandation destinée à accompagner les opérateurs de plateformes en ligne dans la mise en place d’actions concrètes permettant de lutter contre la manipulation de l'information et de dispositifs de signalement facilement accessibles.
Le 12 décembre 2019, le CSA annonce la mise en place d'une équipe projet et d'un comité d'experts, piloté par Michèle Léridon, l'une des sages du CSA et ancienne directrice de l’information de l’Agence France-Presse ,. Le comité est composé des personnalités suivantes :
- Christine Balagué, professeure à l'Institut Mines-Télécom Business School, titulaire de la Chaire Good in Tech ;
- Valérie-Laure Benabou, professeure de droit privé à Aix-Marseille Université ;
- Julia Cagé, Assistant Professor en économie à Sciences Po ;
- Yves Caseau, directeur des systèmes d'information du Groupe Michelin, membre de l'Académie des technologies ;
- Lucien Castex, secrétaire général d'Internet Society France ;
- Raphaël de Andréis, président-directeur général d’Havas Village France, président des agences créatives Europe du Sud chez Havas ;
- Christophe Deloire, secrétaire général de Reporters sans frontières ;
- Catherine Emprin, directrice générale de BETC, membre du comité de Paris de Human Rights Watch ;
- Frédéric Filloux, président-directeur général de Deepnews.ai ;
- Divina Frau-Meigs, professeure en sciences de l’information et de la communication à l’Université Sorbonne nouvelle - Paris III, experte auprès de l’Unesco, du Conseil de l’Europe et de la Commission européenne ;
- Marie-Anne Frison-Roche, professeure de droit économique à Sciences Po ;
- Boris Jamet-Fournier, responsable du département recherche et innovation de l’Institut national de l’audiovisuel ;
- Lucas Menget, directeur-adjoint de la rédaction de France Info ;
- Albert Moukheiber, docteur en neurosciences cognitives, psychologue clinicien, chargé de cours à l'université Paris 8 Vincennes - Saint-Denis ;
- Bruno Patino, directeur éditorial d'Arte France, directeur de l'école de journalisme de Sciences Po ;
- Cécilia Ragueneau, ancienne directrice générale d'iTELE et RMC, ex-directrice générale adjointe de BVA ;
- Pauline Talagrand, adjointe au chef des réseaux sociaux et du fact-checking de l'AFP ;
- Sophie Viger, développeuse, directrice générale de l'École 42.

### Élection présidentielle de 2022
En juillet 2021, le gouvernement met en place un service de vigilance et de protection contre les ingérences numériques étrangères (Viginum), rattaché au secrétaire général de la défense et de la sécurité nationale (SGDSN). Sa mission principale est de « protéger les intérêts fondamentaux de la Nation en détectant et analysant l’apparition et la manipulation de la visibilité des contenus hostiles à la France sur les plateformes numériques, orchestrées depuis l’étranger ».